# Leucocercops dasmophora
Leucocercops dasmophora är en fjärilsart som först beskrevs av Edward Meyrick 1908.  Leucocercops dasmophora ingår i släktet Leucocercops och familjen styltmalar. Inga underarter finns listade i Catalogue of Life.